# Yding Skovhøj
Le Yding Skovhøj est le point culminant du Danemark (hors Groenland et îles Féroé), avec une altitude de 172,54 mètres. Il se trouve dans la commune de Skanderborg, dans le Jutland-Central.
Grâce à un tertre de l'âge du bronze installé à son sommet, il dépasse de peu le Møllehøj, qui est le plus haut point naturel, avec 170,86 mètres. Sans le tertre, l'altitude du Yding Skovhøj est de 170,77 mètres.

### Sources
- (da) « Højeste punkter og steder »(Archive.org • Wikiwix • Archive.is • Google • Que faire ?), article sur les plus hauts points du Danemark